# 赤死病の仮面 (1964年の映画)
赤死病の仮面（せきしびょうのかめん、The_Masque_of_the_Red_Death）は、1964年のホラー映画。監督ロジャー・コーマン、脚本チャールズ・ボーモント、R.ライトキャンベル、主演 ヴィンセント・プライス。
本作はエドガー・アラン・ポーの短編小説『赤死病の仮面』の映画化作品である。